# Colin McAdam (schrijver)

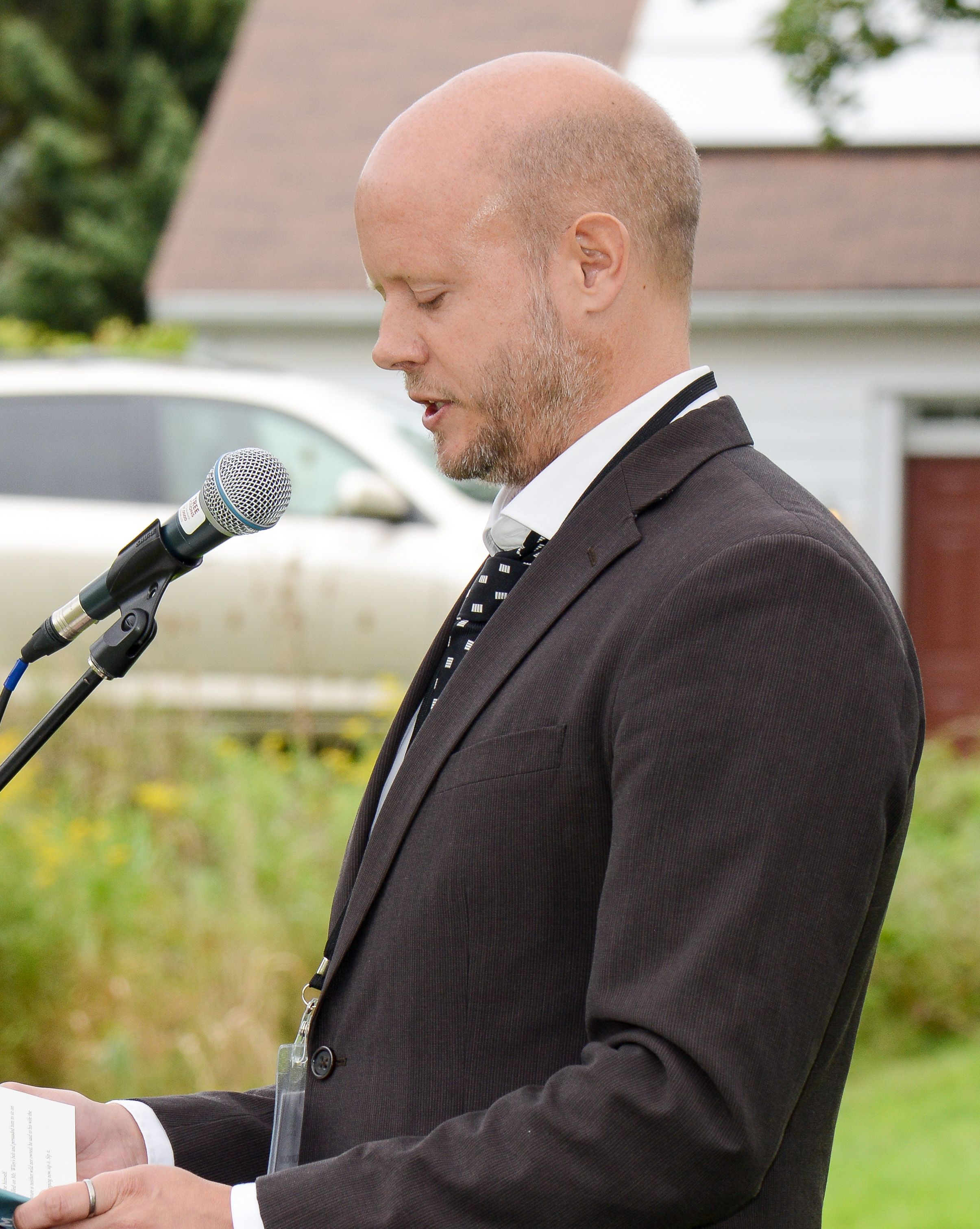
Colin McAdam in 2013

Colin McAdam (Hongkong, 1971) is een Canadees schrijver.

## Jeugd
Colin McAdam, zoon van een Canadees diplomaat, werd geboren in Hongkong en is opgegroeid in Europa, Barbados en Canada. Na zijn universitaire opleiding in Canada behaalde hij een PhD in de Engelstalige literatuur aan de Universiteit van Cambridge in Engeland. Hij woont in Sydney (Australië).

## Publicaties
McAdam heeft twee romans uitgebracht. De eerste, Some Great Thing (2004), won de "Books in Canada First Novel Award" en werd ook genomineerd voor vier andere prijzen, te weten de "Governor General's Award for English language fiction", de "Rogers Writers' Trust Fiction Prize", de "Commonwealth Writers' Prize (Best First Book)", en de "John Llewellyn Rhys Prize" in het Verenigd Koninkrijk.
Zijn tweede boek, Fall (2009) won de "Paragraphe Hugh MacLennan Prize for Fiction", en werd genomineerd voor de "Scotiabank Giller Prize".
Daarnaast heeft McAdam verschillende artikelen gepubliceerd in de tijdschriften Harper's Magazine en The Walrus.

## Privéleven
Hij is getrouwd geweest met Jaclyn Moriarty, die ook een schrijfster is, en met wie hij een zoon heeft. Nadien is hij gaan samenwonen met dichteres Suzanne Hancock. 

## Geraadpleegde literatuur
De Engelstalige Wikipedia
- Gemeinsame Normdatei: 129347574
- International Standard Name Identifier: 0000 0000 7375 8243
- Library of Congress Control Number: n2003049547
- Nederlandse Thesaurus van Auteursnamen: 270051074
- Système universitaire de documentation: 156243385
- Virtual International Authority File: 79539619